# Belturbet
 Belturbet (en irlandais : Béal Tairbirt, bouche d'isthme) est une ville dans le comté de Cavan, en Irlande.

## Géographie

### Situation
Belturbet se trouve sur la Route N3, à environ 14 km au nord de Cavan et 123 km de Dublin. La localité est également située approximativement à 4 km au sud de la frontière avec l'Irlande du Nord, entre les comtés de Cavan et Fermanagh, et 36 km d'Enniskillen.
Belturbet est l’un des meilleurs endroits pour traverser l'Erne.

### Transports

#### Transports ferroviaires

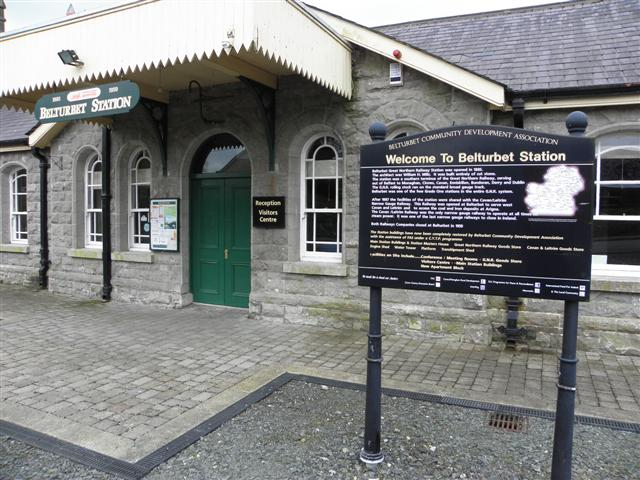
La gare.

La gare de Belturbet a été récemment restaurée et a retrouvé son lustre d'antan. Elle est ouverte le 29 juin 1885 pour le Great Northern Railway (Irlande) reliant la branche à voie large à la gare de Ballyhaise sur les Clones à la ligne de Cavan . Elle desservait également le chemin de fer à voie étroite, Cavan and Leitrim railway à Dromod et Arigna, pour laquelle elle a ouvert le 24 octobre 1887. La gare a finalement été fermée pour tous les services le 1er avril 1959,.
C'est maintenant un musée ferroviaire.

#### Transports routiers
Bus Éireann, voie rapide 30  9 , exploitée conjointement avec McGeehan Coaches. Cette ligne de bus relie Dublin au Donegal en effectuant plusieurs arrêts par jour. Ce bus circule plusieurs fois quotidiennement.
De plus, Ulsterbus, itinéraire 58  10  à partir de Enniskillen, a son terminus dans la ville. L'arrêt de bus est situé à l'extérieur de l'ancien bureau de poste sur le « Diamond » (pour les services reliant Cavan / Dublin, il se trouve du côté opposé de la route).
Les Leydons Coaches exploitent la route  '930'  reliant la ville à Cavan, Ballyconnell, Bawnboy, Swanlinbar et Enniskillen.

### Routes
La section de Staghall à Drumaloor de la déviation N3 Belturbet Bypass a été mise en service le 2 août 2013,.
Le reste au sud a ouvert le 13 décembre 2013.

## Économie
La principale source de revenus de la ville est le tourisme, qui comprend la pêche, les croisières en bateau, le musée de la gare et les promenades dans la campagne.
La ville a son propre festival, le Festival Belturbet de l'Erne qui comprend également le concours  Lady Of the Erne . Le festival attire une foule nombreuse durant la dernière semaine de juillet et accueille l'une des plus grandes fêtes costumées d'Irlande. La plupart des habitants travaillent à Cavan, à Ballyconnell ou dans les environs. La ville elle-même compte peu de sources d’emplois, hormis les emplois liés au tourisme. Tous les vendredis après-midi, le village abrite un Farmers Mart, marché où sont vendus des produits locaux frais. Ses spécialités comprennent notamment le fromage, le poisson, les pains, les légumes, etc.
Un service de vente pour voitures est organisé à la gare le dernier dimanche de chaque mois.

## Histoire
Lorsque les Anglo-normands tentèrent de conquérir Cavan au début du XIIIe siècle, Walter de Lacy construisit une motte-and-bailey sur Turbet Island. Le fort était probablement en bois et n'a pas survécu bien que l'on puisse encore voir le monticule de terre abrupt où il a été construit.
À la fin du XVIe siècle, les chefs locaux O'Reilly ont construit un château en face de l'île Turbot, mais celui-ci n'a pas survécu non plus.
Faisant partie de la Plantation d'Ulster, au début du XVIIe siècle, les terres autour de Belturbet ont été concédées à l'« entrepreneur » anglais Stephen Butler. Il a rapidement établi un centre urbain en plein essor, dont la prospérité tenait beaucoup à sa position sur l'Erne.
La ville fut saisie par les Irlandais lors de la Rébellion irlandaise de 1641 et abrita l'un des massacres de planteurs, dans lesquels plus de deux douzaines de personnes furent jetées du pont de la ville et ont péri noyées.
En mars 1653, sous le vicomte Magennis d'Iveagh, ce fut la dernière ville d'Irlande à être conquise par Cromwell. La dernière forteresse irlandaise à proximité de Cloughoughter a résisté un mois de plus.
La ville a abrité une garnison anglaise à la fin du XVIIe siècle. Bon nombre des fortifications d'origine sont en bon état. Belturbet conserve une grande partie de son agencement ancien. La rue principale mène à la place, au « diamant », où se trouvent tous les bâtiments importants de la ville. L'Église d'Irlande domine la région. Certaines parties de l'édifice datent du début du XVIIe siècle ; ce fut l'une des premières églises anglicanes construites en Irlande, sa construction aurait été réalisée avec des matériaux de Drumlane Abbey.
Le chef proto - Quaker, William Edmundson, a été arrêté à Belturbet dans les années 1650 et mis au pilori (stocks).
L'église a été endommagée par la foudre dans les années 1720.
Belturbet était une circonscription du Parlement d’Irlande et fut représentée à la Chambre des communes irlandaise de 1611 à 1800.
Entre 1725 et 1793, les catholiques et les personnes mariées à des catholiques ne pouvaient pas voter.

## Démographie

### Statistiques
Selon le recensement de 2006 de l'OSC, la population de Belturbet est de 1 411 (contre 1 304 en 2002).

## Enseignement
La ville possède quatre écoles, dont trois sont des écoles primaires.

### Écoles primaires
St. Mary's BNS est une école primaire de deuxième cycle jusqu'au sixième degré ;
Fairgreen National School est une école primaire mixte de l'Église d'Irlande ;
Covent of Mercy est une école primaire pour garçons jusqu'à la 1re et les filles jusqu'à la sixième classe.

### Écoles secondaires
La seule école secondaire de la ville est l'école St Bricins ((en) « site web de l'école St Bricins ». C'est une école religieuse gérée par le VEC, comté de Cavan.

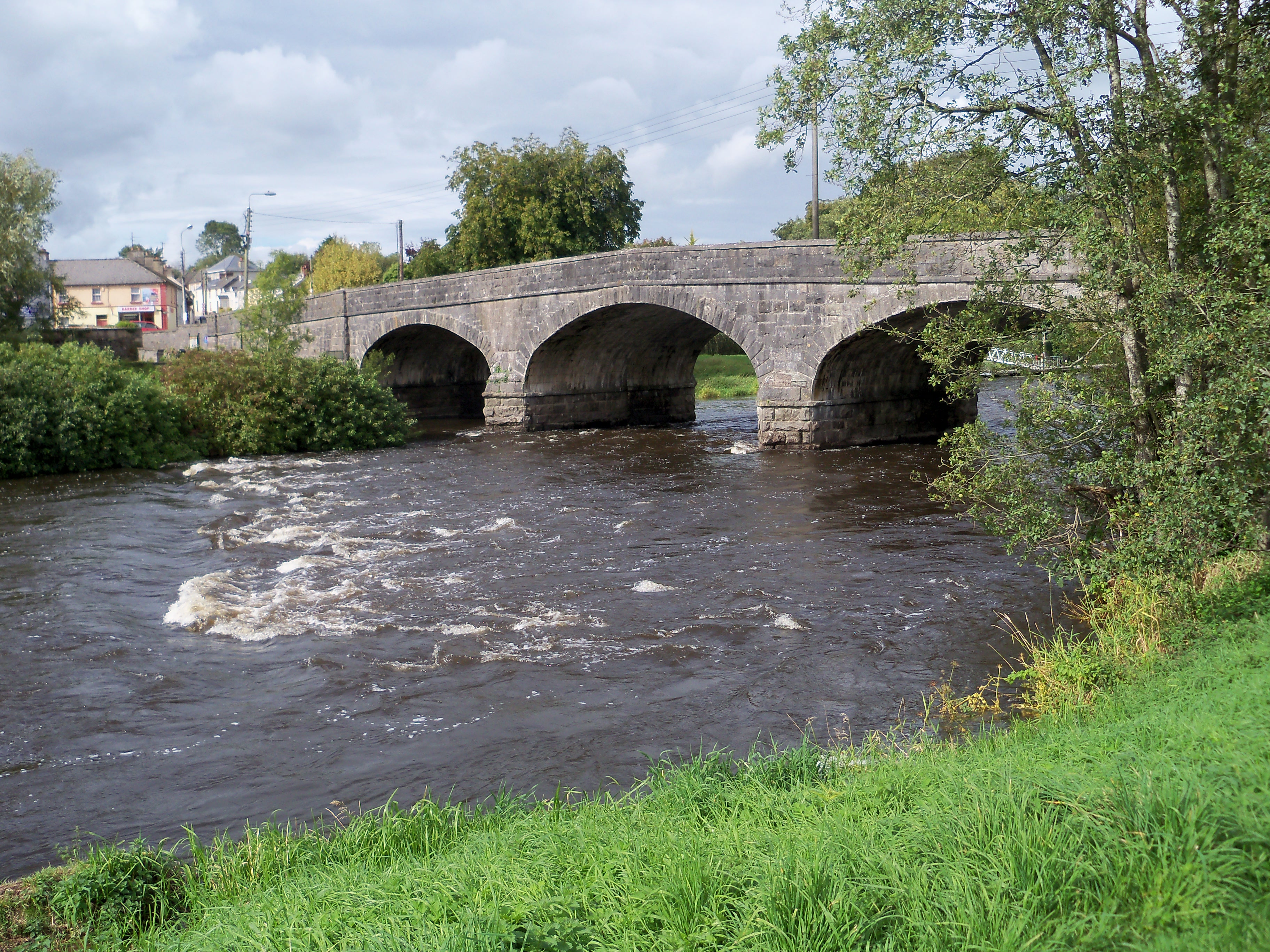
L'Erne à Belturbet.
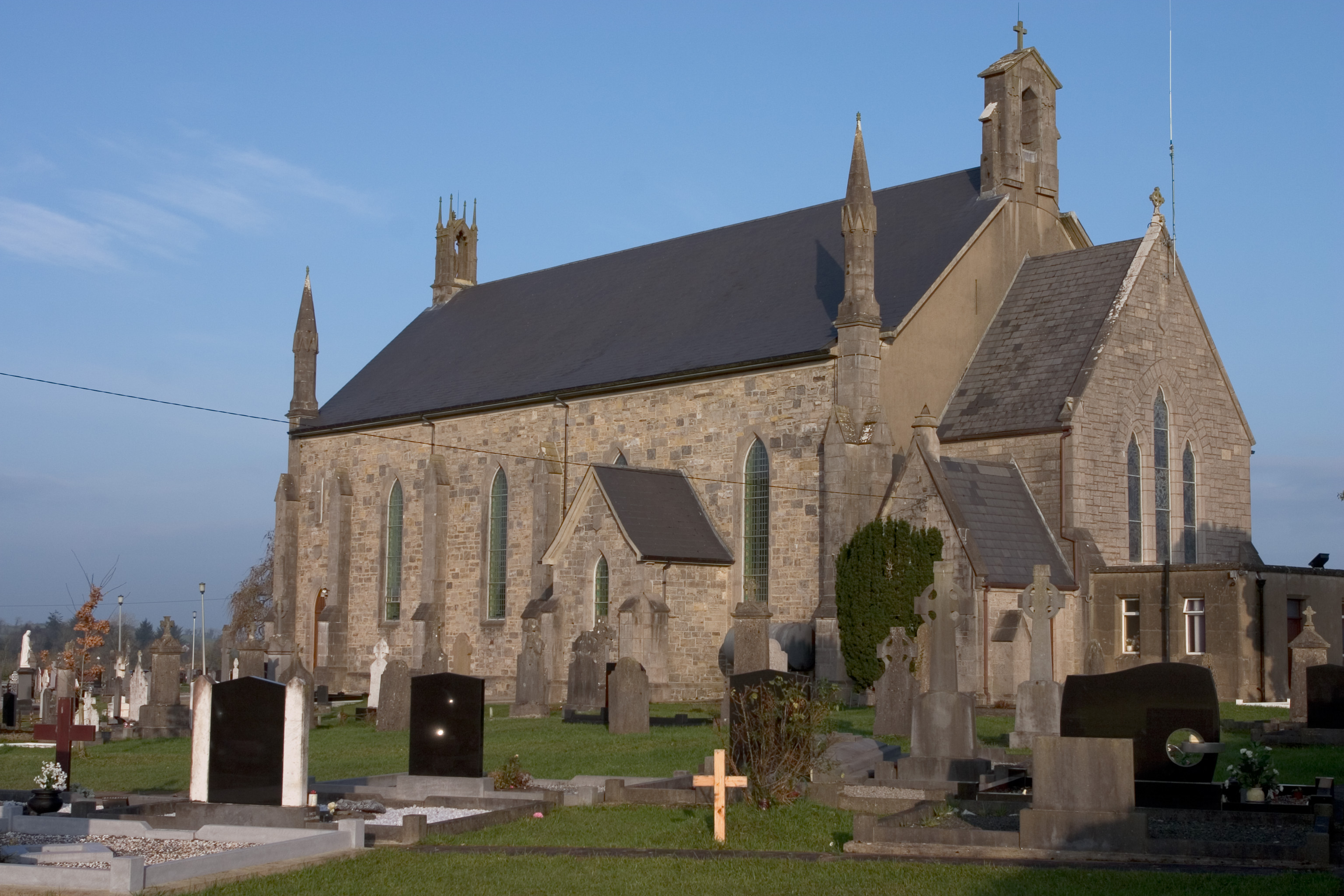
Staghal Church.
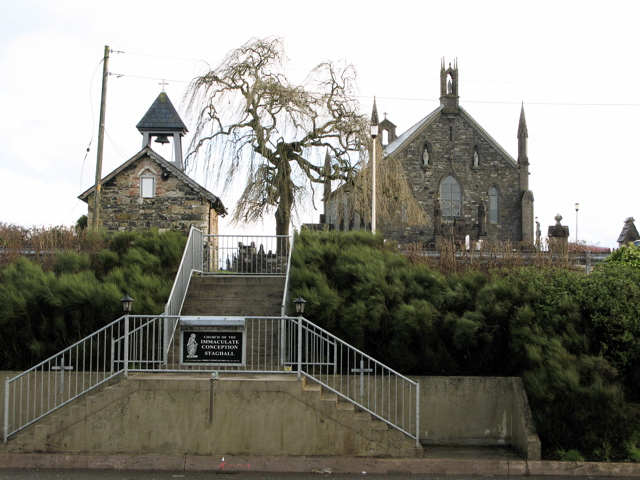
Église de l'Immaculée conception.
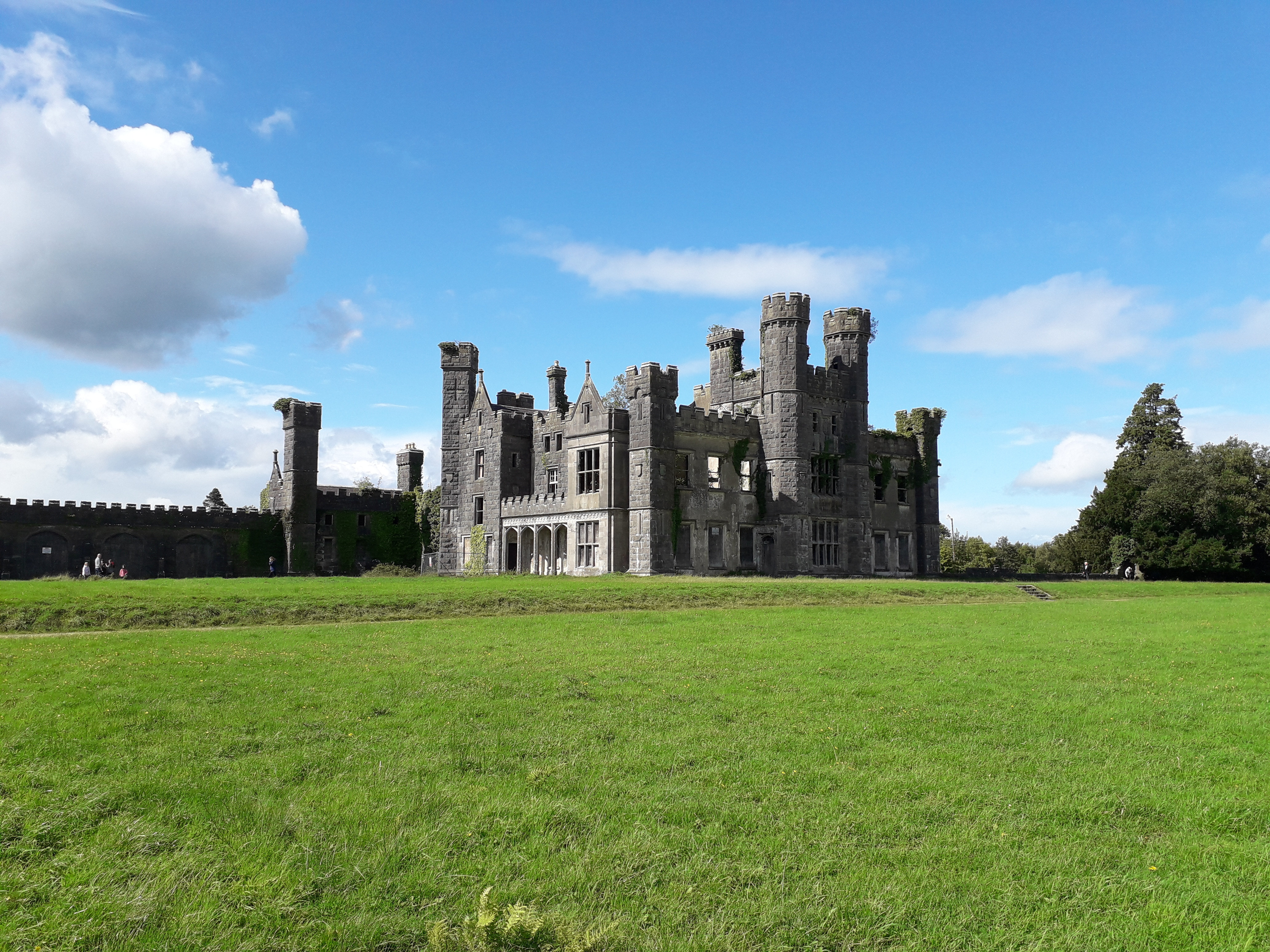
Castle Saunderson.

## Sports
Belturbet dispose d'un club de football GAA local, Belturbet Rory O'Moores, fondé en 1888.

## Loisirs
- L'Erne Palais Ballroom, ancien cinéma et salle de danse, construit en 1947 et ayant brûlé en 2018. C'est l'un des bâtiments de la ville figurant dans l'Inventaire national du patrimoine architectural[21].

## Arts
Le chanteur et compositeur Dead Can Dance Brendan Perry vit à proximité de la ville.
Une pièce intitulée « The Tangler in Court », écrite par le dramaturge local Brendan McCann et produite par la Belturbet Dramatic Society, a été présentée au Festival Belturbet de l'Erne du 26 juillet au 3 août 2009.
De 1893 à 1931, Shan Fadh Bullock a écrit 14 romans se déroulant dans la région frontalière de Cavan-Fermanagh, renommant Belturbet « Bunn ».
Belturbet est mentionné dans le roman de James Joyce de 1922, « Ulysses » , dans le quinzième épisode, Circé. La référence vient de Cissy Caffrey qui dit : « Plus de chance pour moi. Cavan, Cootehill et Belturbet ».

## Jumelages
Cavan (France)

## Personnalités locales
John Wesley, de passage en 1760, a écrit :

« une ville dans laquelle il n'y a ni papiste ni presbytérien ; mais, pour combler ce défaut, il y a des briseurs de sabbat, des ivrognes et des jurons en abondance. »

James Somers a reçu la Victoria Cross au cours de la Première Guerre mondiale. Il est enterré à Modreeny, Comté de Tipperary.
Deux jeunes personnes, Geraldine O'Reilly, de Staghall, de la région de Belturbet, et Patrick Stanley, de Clara, comté d'Offaly, ont été tuées par un attentat à la voiture à la périphérie de Belturbet le 28 décembre 1972.
Andrew Grene (1965-2010), officier des affaires civiles au sein des Nations unies, a grandi essentiellement dans une petite ferme à l'extérieur de Belturbet. Il a été tué lors du séisme du 12 janvier 2010 à Haïti et a été inhumé dans le cimetière de Belturbet. Le ministère des Affaires étrangères a dédié la Bourse d'études annuelle en résolution de conflits Andrew Grene en son honneur. La Fondation Andrew Grene, une organisation caritative vouée à aider Haïti par le biais de l'éducation et de la microfinance, a également été fondée à sa mémoire.